# Mariusz Michalczyk
Mariusz Michalczyk (ur. 1960) – polski koszykarz występujący na pozycji obrońcy, po zakończeniu kariery zawodniczej trener koszykarski.

## Osiągnięcia
Klubowe
- Wicemistrz Polski (1984)
- Finalista pucharu Polski (1983)
- Awans do najwyższej klasy rozgrywkowej z Resovią Rzeszów (1987)